# Кеннонвілл (Юта)
Кеннонвілл (англ. Cannonville) — місто (англ. town) в США, в окрузі Гарфілд штату Юта. Населення — 186 осіб (2020).

## Географія
Кеннонвілл розташований за координатами 37°35′30″ пн. ш. 112°3′38″ зх. д. / 37.59167° пн. ш. 112.06056° зх. д. (37.591551, -112.060647). За даними Бюро перепису населення США в 2010 році місто мало площу 5,14 км², уся площа — суходіл. В 2017 році площа становила 6,65 км², уся площа — суходіл.

## Демографія
Згідно з переписом 2010 року, у місті мешкало 167 осіб у 60 домогосподарствах у складі 45 родин. Густота населення становила 32 особи/км². Було 70 помешкань (14/км²).
Расовий склад населення:
| - 95,2 % — білих - 0,6 % — корінних американців |

До двох чи більше рас належало 4,2 %. Частка іспаномовних становила 1,2 % від усіх жителів.
За віковим діапазоном населення розподілялося таким чином: 32,3 % — особи молодші 18 років, 48,5 % — особи у віці 18—64 років, 19,2 % — особи у віці 65 років та старші. Медіана віку мешканця становила 37,5 року. На 100 осіб жіночої статі у місті припадало 111,4 чоловіків; на 100 жінок у віці від 18 років та старших — 101,8 чоловіків також старших 18 років.
Середній дохід на одне домашнє господарство становив 59 437 доларів США (медіана — 56 667), а середній дохід на одну сім'ю — 68 852 долари (медіана — 70 000). За межею бідності перебувало 3,0 % осіб, у тому числі 3,6 % дітей у віці до 18 років та 2,2 % осіб у віці 65 років та старших.
Цивільне працевлаштоване населення становило 102 особи. Основні галузі зайнятості: мистецтво, розваги та відпочинок — 36,3 %, освіта, охорона здоров'я та соціальна допомога — 28,4 %, науковці, спеціалісти, менеджери — 6,9 %, будівництво — 5,9 %.